# Sara Lawrence
Sara Lawrence (sinh ngày 23 tháng 11 năm 1984) là đại diện cho Jamaica trong cuộc thi sắc đẹp Hoa hậu Thế giới 2006. Vào tháng 3 năm 2007, cô từ bỏ danh hiệu Hoa hậu Thế giới Jamaica sau khi tuyên bố mang thai, trở thành người chiến thắng đầu tiên trong lịch sử 23 năm của cuộc thi Jamaica làm điều đó.
Lawrence được sinh ra ở Kingston, Jamaica. Cô tốt nghiệp trường Cao đẳng Phụ nữ Randolph-Macon ở Lynchburg, Virginia, nơi cô học chuyên ngành sinh học với trọng tâm là tiền thuốc; Theo tiểu sử thí sinh của cô, tham vọng nghề nghiệp của cô là trở thành một bác sĩ chuyên về sản phụ khoa.
Sau khi giành được danh hiệu Jamaica vào tháng 8 năm 2006, Lawrence đã giành được sáu hạng nhất tại cuộc thi Hoa hậu Thế giới tổ chức tại Warsaw, Ba Lan, nơi cô cũng được đặt tên là Hoa hậu Thế giới Caribbean.
Sau khi từ bỏ vương miện vào tháng 3 năm 2007, Lawrence nói trong một tuyên bố rằng cô đã "đưa ra một quyết định cá nhân sâu sắc để đối mặt với trách nhiệm của mình như một người mong muốn trở thành mẹ vào cuối năm nay. Tôi tin với tất cả những gì trong tôi là nghĩa vụ đạo đức của tôi để làm những gì tôi tin là đúng về mặt đạo đức và làm theo những gì tôi tin vào trái tim mình là đúng đắn. "
Quy tắc nhập cảnh của cuộc thi chỉ ra rằng các thí sinh không được sinh con trước cuộc thi và người chiến thắng "phải được chuẩn bị để trở thành một hình mẫu tích cực cho giới trẻ Jamaica." Mickey Haughton-James, một quan chức cuộc thi, nói rằng "hành động của Lawrence có thể gây hại cho truyền thống đó là cuộc thi Hoa hậu Thế giới Jamaica và những người chiến thắng trong quá khứ và tương lai của nó."
Tuy nhiên, Lawrence đã nhận được sự ủng hộ lớn từ công chúng Jamaica vì quyết định sinh con của cô. Cô nhận được sự ủng hộ của Tổ chức Hoa hậu Thế giới và được phép giữ lại cả hai vương miện của mình trong toàn bộ thời gian đăng quang.